# Эйчар, Донни
Донни Эйчар (А́йкар; англ. Donnie Eichar) — американский писатель, сценарист, продюсер и режиссер; выходец из агентства талантов William Morris Endeavor.

## Биография
Родился и вырос в городке Indian Rocks Beach во Флориде, США. Затем переехал в Голливуд, чтобы продолжить карьеру в киноиндустрии. В настоящее время, со своей женой Джулией Ортис живет в Малибу, Калифорния.
Свою режиссерскую карьеру начал, снимая документальные фильмы: его первым фильмом был «Blind Faith» (2003), премьера которого состоялась на Международном кинофестивале в Сиэтле (Seattle International Film Festival). Второй его документальный фильм «Seeing With Sound» (2006) выиграл серебряный приз премии Telly Awards в 2007 году. В 2008 году он создал третий документальный фильм о слепоте — «Victory Over Darkness», премьера состоялась на фестивале Heartland film festival.
В 2006 году Эйчар был режиссером, сценаристом и продюсером таких фильмов, как «The Dangerous Sports Club», «The Bug Wrangler», «Dan Eldon Lives» и «Queen of Scream» — все они транслировались на различных американских телевизионных каналах.
В 2010 году Донни Эйчар начал работать на MTV в качестве продюсера документального сериала «The Buried Life», который получил две номинации на премию VH1's Do Something Awards.
В конце 2013 года Эйчар завершил работу над научно-популярной книгой «Dead Mountain» («Мёртвая гора)», которая была издана в этом же году издательством «Chronicle Books», Сан-Франциско. Для этого он посетил место происшествия на российском Урале. Позже в этой связи Донни Эйчар был приглашен в Google для вопросов и ответов в рамках проекта AtGoogleTalks и в 2014 году он дал интервью National Geographic об этой трагедии и фактах, которые он обнаружил.
В 2015 году Эйчар был продюсером и автором документального фильма «Soaked in Bleach», в котором рассказывалось о событиях, предшествовавших и окружающих смерть Курта Кобейна с точки зрения частного детектива Тома Гранта. Жена музыканта Кортни Лав попыталась помешать выпуску фильма, который позже был распространен на Netflix. В этом же году Донни Эйчар был исполнительным продюсером на Discovery Channel криминального шоу The Killing Fields, в котором рассказывалось о нераскрытом убийстве аспиранта из Университета штата Луизиана — Eugenie Boisfontaine из прихода Ибервиль, штат Луизиана.
Донни Эйчар был организатором и исполнительным продюсером еженедельного одночасового сериала из 10 частей о реальных преступлениях — People Magazine Investigates. Премьера фильма на телеканале Investigation Discovery состоялась в ноябре 2016 года и достигла 4 миллионов зрителей.